# Matthias Wackrow
Matthias Wackrow (* 20. Oktober 1988 in Berlin) ist ein deutscher Schauspieler und Filmproduzent.

## Leben
Matthias Wackrow begann seine künstlerische Karriere mit Anfang Zwanzig als Darsteller in Kurzfilmen. Theaterengagements hatte er am Galli Theater in Berlin (2010–2011), am Grenzlandtheater Aachen (2011, als Happy in Tod eines Handlungsreisenden, Regie: Ulrich Wiggers) und im Kulturzentrum «Karl der Grosse» in Zürich (2013–2014).
Seit 2016 ist er Geschäftsführer der Filmproduktionsfirma Wolffpack Vision in Berlin. Mit Wolffpack Vision entstand als erste Gemeinschaftsarbeit der Kinofilm Straßenkaiser, der u. a. 2017 im Wettbewerb beim Filmfestival Max Ophüls Preis lief, und an dem Wackrow als Produzent, Drehbuchautor und Hauptdarsteller in der Rolle des „kleinkriminellen Gangsters, Lebemanns und Jung-Papa“ Samuel beteiligt war. Bei dem Thriller Berlin Falling von Ken Duken, der im Juni 2017 beim Shanghai International Film Festival seine Weltpremiere hatte, war er als Co-Produzent tätig.
In der 3. Staffel der ZDF-Serie SOKO Potsdam (2021) übernahm Matthias Wackrow eine der Serienhauptrollen als neuer Polizeiermittler Marcel Zielinski.
Wackrow, der mit der Schauspielerin Caro Cult liiert war, lebt in Berlin.

## Filmografie (Auswahl)
- 2011: Papa Gold (Kinofilm, Darsteller)
- 2015: SCHULD nach Ferdinand von Schirach: Volksfest (Fernsehserie, eine Folge)
- 2017: Straßenkaiser (Kinofilm, Darsteller/Drehbuchautor/Produzent)
- 2017: Berlin Falling (Kinofilm, Co-Produzent)
- 2021: SOKO Potsdam (Fernsehserie)